# Typ LHB (tramwaje w Szczecinie)
LHB – typ silnikowego, dwukierunkowego wagonu tramwajowego, wytwarzanego w 1930 r. w zakładach Linke-Hofmann-Busch dla sieci tramwajowej w Szczecinie. Ogółem wyprodukowano 15 egzemplarzy.

## Konstrukcja
LHB to dwukierunkowy, silnikowy, dwustronny, wysokopodłogowy wagon tramwajowy z metalowym nadwoziem. Nadwozie zamontowane jest na jednym dwuosiowym wózku. Do środkowej części wagonu, charakteryzującej się obniżoną podłogą, prowadzą z obu stron dwuskrzydłowe drzwi przesuwne. Z lewej i z prawej strony tramwaju umieszczono po sześć większych okien i osiem mniejszych ponad nimi.
Tramwaje LHB wyposażono fabrycznie w nożycowy odbierak prądu. Aparatura elektryczna była przystosowana do pracy pod napięciem stałym równym 550 V. Na przednim oraz na tylnym czole tramwaju umieszczono po jednym okrągłym reflektorze oraz gniazda sterowania wielokrotnego. Ponad szybami przednimi znajdowały się trójdzielne kasety: dwie mniejsze na numer linii po bokach oraz środkowa, większa na nazwę przystanku końcowego.

## Dostawy
| Państwo          | Miasto         | Typ            | Lata dostaw    | Liczba | Numery taborowe |             |
| ---------------- | -------------- | -------------- | -------------- | ------ | --------------- | ----------- |
| Rzesza Niemiecka | Szczecin       | LHB            | 1930           | 15     | 165–179         | [ 1 ] [ 2 ] |
| Łączna liczba:   | Łączna liczba: | Łączna liczba: | Łączna liczba: | 15     |                 |             |

## Eksploatacja
Wszystkie 15 tramwajów dostarczono do Szczecina w 1930 r. i przydzielono do kursowania na linii tramwajowej nr  1. Tramwaje LHB łączono w składy z doczepami typu Wismar i Niesky. W 1945 r. 7 wagonów sprzedano do Poznania (nr 165, 166, 168, 170, 173, 175 i 177, w Poznaniu nadano im nowe oznaczenie S2), natomiast 8 pozostałych przebudowano na przełomie lat 50. i 60. XX wieku na doczepy. Ostatnie szczecińskie tramwaje typu LHB wycofano z ruchu liniowego dnia 2 października 1972 r.